# پل آرتور راونل
پل آرتور راونل جونیور (انگلیسی: Arthur Ravenel Jr. Bridge) (که به پل راونل و پل رودخانه کوپر نیز معروف است) یک پل کابلی بر روی رودخانه کوپر در کارولینای جنوبی ایالات متحده است که مرکز شهر چارلستون، کارولینای جنوبی را به ماونت پلزنت، کارولینای جنوبی متصل می‌کند. این پل دارای دهانه اصلی ۱۵۴۶ فوت (۴۷۱ متر) است که سومین پل طولانی در بین پل‌های کابلی نیمکره غربی است. این با استفاده از روش طراحی و ساخت ساخته شده و توسط پارسونز برینکرهاف طراحی شده‌است.

## تاریخچه

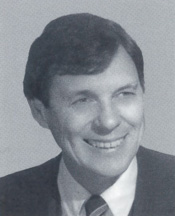
آرتور راونل جونیور.

اولین پل برای عبور از رودخانه کوپر پایین در سال ۱۹۲۹ افتتاح شد و سرانجام پل یادبود جان پی گریس برای شهردار سابق چارلستون، جان پی گریس، که رهبری این پروژه را بر عهده داشت، نامگذاری شد. دهانه اصلی پل خرپایی دو طاقی پنجمین بلندترین پل جهان با ارتفاع ۱۰۲۰ فوت (۳۲۰ متر) و ارتفاع ۴۶ فوت (۴۶ متر) بالای رودخانه بود. دهانه اصلی طناب دوم دوازدهمین طولانی‌ترین در جهان بود. طول کل سازه حدود ۲٫۷ مایل (۴٫۳ کیلومتر) بود. پس از ساخت ۱۷ ماهه با هزینه ۶ میلیون دلار، با یک جشن ۳ روزه که بازدیدکنندگان را از سراسر جهان به خود جلب کرد، افتتاح شد. مهندسان و منتقدان توصیف‌های رنگارنگ از این ساختار منحصر به فرد را اعلام کردند و آن را "اولین پل غلتکی" دانستند و استناد کردند که "نزدیکی‌های تند، ارتفاع شگفت انگیز، عرض بسیار باریک و یک منحنی تیز در شیب برای ایجاد هیجان و هشدار راننده طراحی شده‌است. " در ابتدا متعلق به شخصی بود که برای عبور خودرو و راننده از عوارض ۱٫۰۰ دلار استفاده می‌شد. در سال ۱۹۴۳ ایالت کارولینای جنوبی این پل را خریداری کرد و عوارض در سال ۱۹۴۶ برداشته شد.
در دهه ۱۹۶۰ پل یادبود گریس کافی نبود و دو خط باریک ۱۰ فوت (۳ متری) آن برای Ford Model As ساخته شده بود و درجه‌های تند آن تا ۶ درصد بود. تغییرات بعدی در ریل جانبی و حاشیه عرض خط را بیشتر کاهش داد. پل جدیدی در کنار و موازی با آن ساخته شد. پل Silas N. Pearman که بعنوان کمیسر بزرگراه آن زمان کارولینای جنوبی نامگذاری شده بود در سال ۱۹۶۶ با هزینه ۱۵ میلیون دلار افتتاح شد. سه خط آن، در عرض ۱۲ فوت (۳٫۷ متر) مدرن، به سمت ترافیک به سمت شمال باز شد در حالی که همتای قدیمی آن ترافیک جنوبی را به مرکز شهر چارلستون منتقل می‌کرد. یک خط در پل Pearman برگشت‌پذیر بود که منجر به علائم هشداردهنده «از خطوط با پیکان سبز استفاده کنید» و «از خط قرمز X استفاده نکنید» روی پل شد.
دو پل خرپایی تا سال ۱۹۷۹ منسوخ شده بودند. خراب شدن شدید فلز ناشی از عدم تعمیر و نگهداری بلافاصله پس از حذف عوارض گریس بریج، ظرفیت پل قدیمی گریس را به وسایل نقلیه ده تنی (بعداً پنج تن) محدود کرد و خط برگشت‌پذیر در Pearman حذف شد (برای تردد در ساعت‌های پیک به سه خط به سمت شمال تغییر مسیر داد)، و این خط را برای همیشه به جنوب تبدیل کرد و همه کامیون‌های سنگین، اتوبوس‌ها و وسایل تفریحی را به آن خط روی پل Pearman منحرف کرد. هیچ‌یک از پل‌ها دارای خطوط اضطراری نبودند و پل Pearman به دلیل وجود خط برگشت‌ناپذیر، بین خطوط شمالی و جنوبی به میانه راه نداشت و تا سال ۲۰۰۲ موانع انعطاف‌پذیر به پل Pearman اضافه شد تا از برخورد مستقیم جلوگیری شود.
علاوه بر این، فاصله عمودی بالای رودخانه - زمانی که یکی از بالاترین در جهان بود - دیگر نمی‌تواند کشتی‌های مدرن کشتی را در خود جای دهد. سه مورد از چهار پایانه‌های حمل و نقل چارلستون در کنار رودخانه‌های کوپر و واندو واقع شده‌اند و فاصله محدود از پل دسترسی کشتی‌هایی را که در غیر این صورت برای اقتصاد کارولینای جنوبی مفید خواهند بود، محروم می‌کند. اکنون که پل‌های قدیمی از هم جدا شده‌اند، بزرگترین کشتی‌های کانتینری مدرن جهان قادر به دسترسی به تمام پایانه‌های چهارمین بندر بزرگ کانتینری کشور هستند.

## ساخت
افزایش حمایت مالی از یک پل هشت خطه جدید بر روی رودخانه کوپر، ۲۰ سال در راه بود، که با اصرار دولت مبنی بر اینکه نمی‌تواند چنین پلی را بپردازد و بی میلی چارلستون برای تأمین بودجه برای پروژه، طولانی شد. چندین پیشنهاد برای یک پل عوارضی ارائه شد، اما شهرداران چارلستون و مونت پلزنت مخالفت کردند. هنگامی که مقامات در سال ۱۹۹۵ فاش کردند که گریس بریج برای ایمنی و صداقت ۴ از ۱۰۰ را کسب کرده‌است، آرتور راونل جونیور، نماینده بازنشسته کنگره ایالات متحده، با هدف حل مشکل بودجه به عنوان نماینده مجلس سنای کارولینای جنوبی کاندیدا شد. او به تأسیس بانک زیرساخت S.C کمک کرد و با مقامات محلی، ایالتی و فدرال همکاری کرد تا مشارکت‌هایی را ایجاد کند که به تأمین بودجه نهایی کمک کند.
بودجه بانک زیرساخت‌های دولتی (SIB) 325 میلیون دلار برای همراهی ۹۶٫۶ میلیون دلار از اداره مدیریت بزرگراه‌های فدرال بود. با این حال، این پروژه به واقعیت تبدیل نشد، تا زمانی که SIB با تعهد به وام فدرال ۲۱۵ میلیون دلاری موافقت کرد، مشروط بر اینکه شهرستان چارلستون سالانه ۳ میلیون دلار به مدت ۲۵ سال، از جمله افزایش مالیات بر فروش 8.33 to، به وام فدرال کمک کند. و همچنین پرداخت‌های سالانه از SCDOT و اداره بنادر ایالتی. قیمت کلی پل حدود ۷۰۰ میلیون دلار است.
با توجه به تلاش‌های وی در تصویب قوانین برای تأمین بودجه پل جدید، نمایندگان دیگر مجلس به نام پل پل آرتور راونل جونیور رای دادند. برخی معتقد بودند که پل نباید به نام راونل نامگذاری شود، رئیس بانک زیرساخت کارولینای جنوبی در سال ۱۹۹۹ گفت: "مطمئناً آرتور راونل شخص خوب و شایسته‌ای است، اما این پل بزرگتر از هر فرد است و باید نشان دهد همه ویژگیهای ایالت و نه برخی سناتورهای ایالتی که به طور اتفاقی در مجلس در حال ساختن ساختار هستند. "

## طراحی

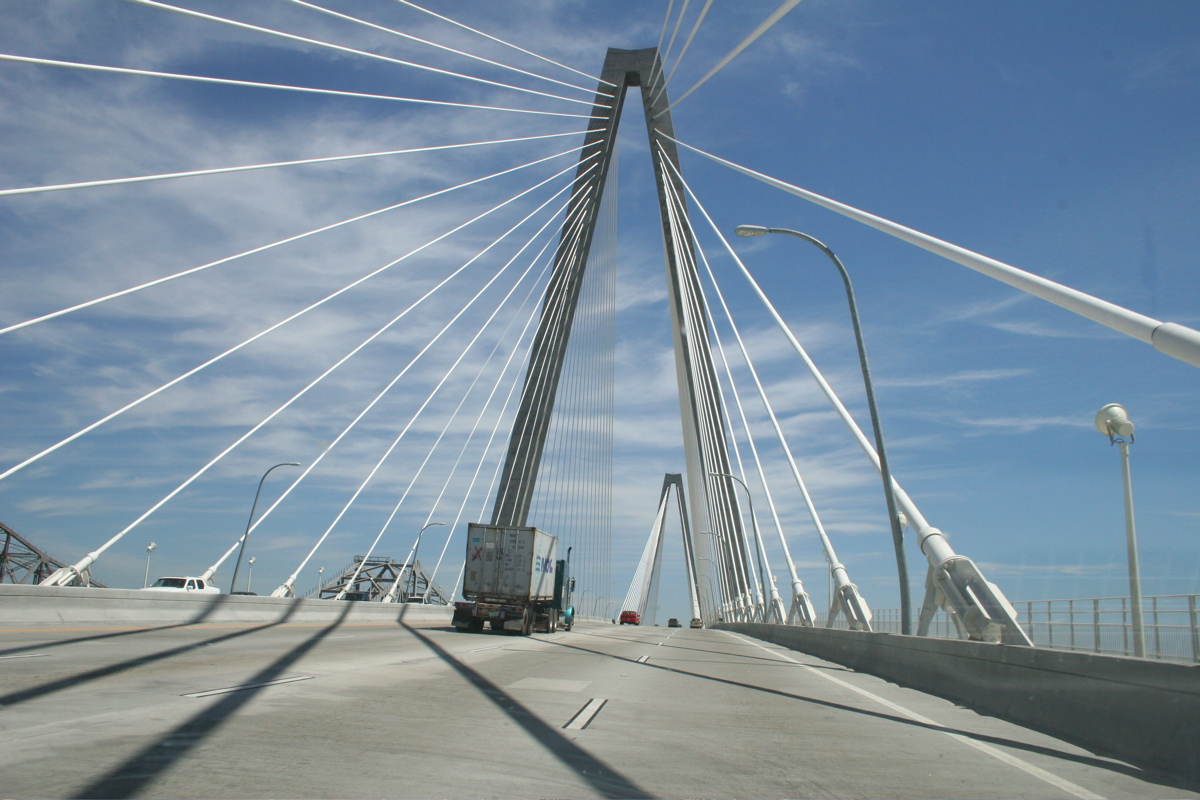
عرشه جاده پل آرتور راونل جونیور.

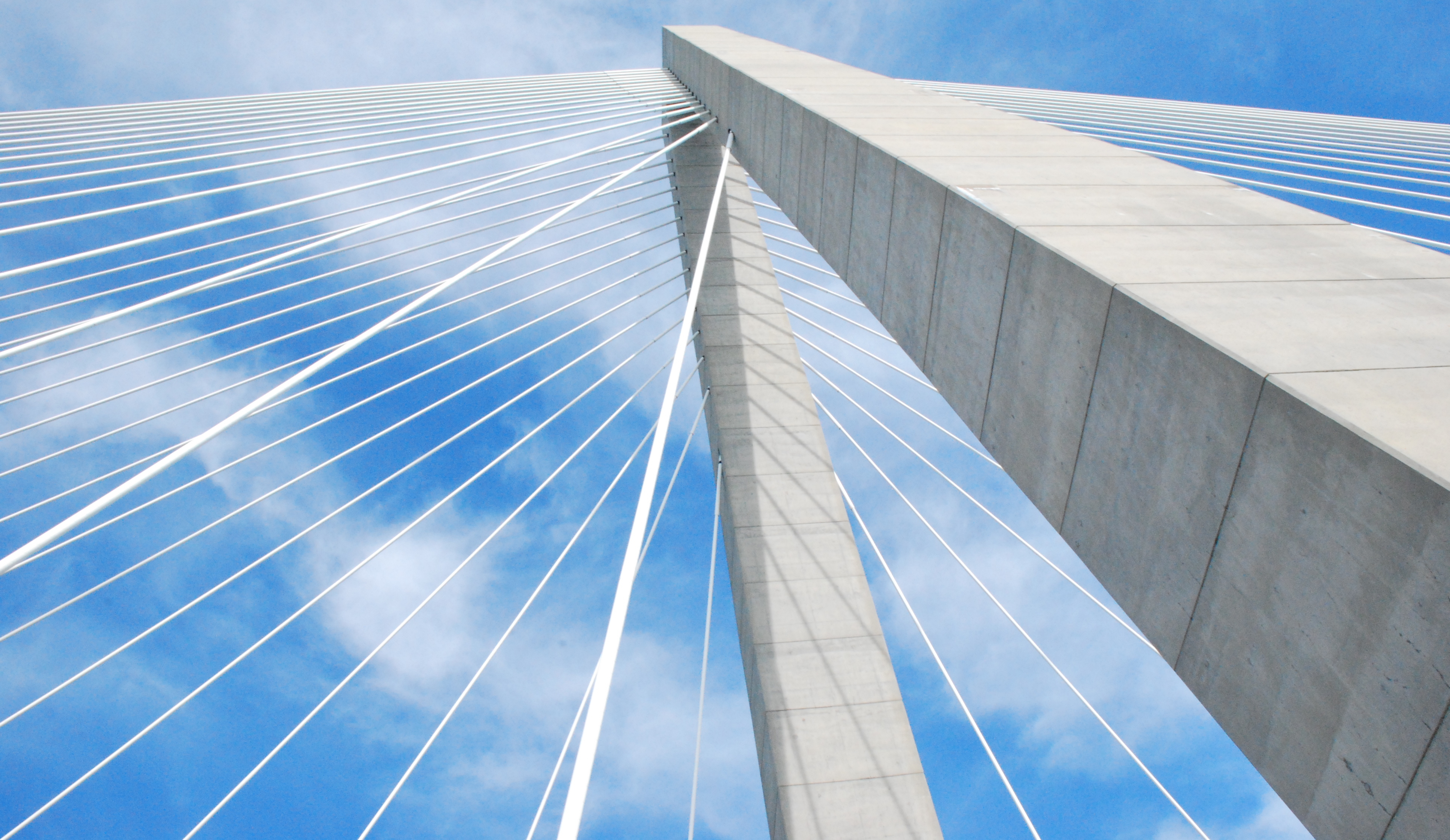
یکی از دو برج.

پل Ravenel یک طرح کابلی با دو برج الماس شکل است که هر یک ۵۷۵ فوت (۱۷۵ متر) ارتفاع دارند. طول کلی سازه ۱۳۲۰۰ پا (۴٫۰ کیلومتر) است و دهانه اصلی بین برج‌ها به ۱٫۵۴۶ فوت (۴۷۱ متر) می‌رسد. ۱۲۸ کابل جداگانه که در داخل برج‌های الماس لنگر انداخته‌اند، عرشه را در ارتفاع ۵۷ متری بالای رودخانه معلق کرده‌اند. جاده شامل هشت خط ۱۲ فوت (۳٫۷ متر)، چهار خط در هر جهت به علاوه یک مسیر دو پا (۳٫۷ متر) دوچرخه و عابر پیاده است که در امتداد لبه جنوبی پل مشرف به بندر چارلستون و اقیانوس اطلس حرکت می‌کند.
ساختار پل طوری طراحی شده‌است که در برابر حوادث کشتیرانی و بلایای طبیعی که تاریخ چارلستون را درگیر کرده‌است مقاومت کند. این دهانه به گونه ای طراحی شده‌است که باد بیش از ۳۰۰ مایل در ساعت (۴۸۰ کیلومتر در ساعت) را تحمل می‌کند، بسیار قوی تر از طوفان هوگو در بدترین طوفان در تاریخ چارلستون در سال ۱۹۸۹. مهندسان همچنین زلزله سال ۱۸۸۶ را که تقریباً چارلستون را مساوی کرد، در نظر گرفتند. پل Ravenel طوری طراحی شده‌است که در برابر زلزله ای به بزرگی ۷٫۴ ریشتر بدون شکست کامل مقاومت کند. برای محافظت از پل در برابر کشتی‌های اشتباه، برج‌ها با جزایر صخره ای یک هکتاری احاطه شده‌اند. کشتی‌ها قبل از برخورد با برج‌ها در جزایر به زمین می‌نشینند.
این پل برای تردد ۱۰۰۰۰۰ وسیله نقلیه در روز طراحی شده بود و پیش‌بینی می‌شد که در سال ۲۰۳۰ به این تعداد برسد. از سال ۲۰۱۸، این پل به‌طور متوسط ۹۶٬۳۰۰ وسیله نقلیه در روز حمل می‌کرد. این پل شامل یک مسیر مشترک دوچرخه-پیاده به نام Wonders 'Way به یاد گرت واندرز است. واندرز یک نیروی دریایی ایالات متحده بود که در چارلستون مستقر بود و در حال تمرین برای المپیک ۲۰۰۴ بود تا اینکه در تصادف دوچرخه و وسیله نقلیه جان باخت. این مسیر به دلیل تلاش‌های مردمی گروه‌هایی مانند کلاس پنجم ابتدایی در یک مدرسه ابتدایی در طراحی پل جدید گنجانده شد.